# Jules Jacques Van Ysendyck
Jules-Jacques Van Ysendyck, geboren te Parijs op 17 oktober 1836 en overleden te Ukkel op 17 maart 1901, was een Belgisch architect. Hij was een grote aanhanger van de Vlaamse neorenaissance en liet zich inspireren door de renaissancegebouwen van de Spaanse Nederlanden die toentertijd als de Belgische stijl aanzien werden.
Hij was op verscheidene plaatsen in België actief. Zijn werk in het Brusselse was veelbetekenend: de Schaarbeekse bevolking heeft hem om die reden geëerd door de Jules Jacques Van Ysendyckstraat naar hem te noemen.

## Biografie
Na een opleiding “Tekenkunst” aan de Academie voor Schone Kunsten te Bergen (van 1840 tot 1856 geleid door zijn vader, kunstschilder Antoon Van Ysendyck) volgde Jules-Jacques een cursus aan de Brusselse Academie, bij de architecten Tieleman Franciscus Suys en Auguste Payen. Na het behalen van de Tweede Prijs werd Jules-Jacques uitgenodigd om -quasi gelijktijdig- een opleiding te volgen aan de Nationale School voor Schone Kunsten te Parijs en in de werkplaats van Jean-Pierre Cluysenaar.

## Restauratie van kerken

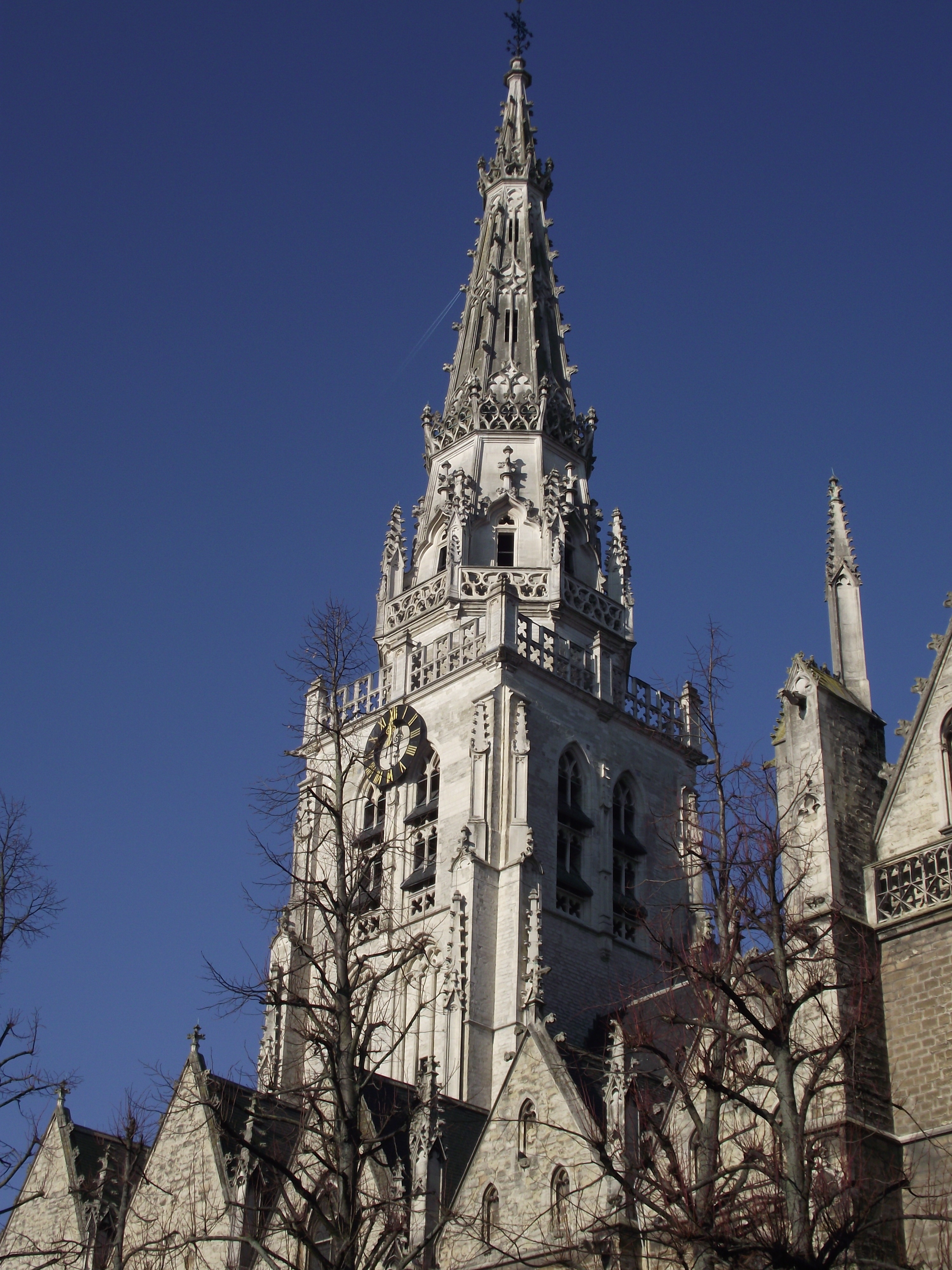
Anderlecht - Sint-Pieter-en-Sint-Guidokerk

Jules-Jacques liet spoedig een interesse voor middeleeuwse monumenten blijken. 
Om die reden volgde hij een opleiding “Leerling-architect bij de Koninklijke Commissie voor Monumenten en Landschappen”.
Als student bij de invloedrijke restaurator en neogotische theoreticus Eugène-Emmanuel Viollet-le-Duc, pleitte Jules-Jacques voor het herstel van monumenten in hun originele stijl, en voor het verlaten van “de voltooiing naar eigen ingeving, van wat onafgewerkt of onvoldoende gedocumenteerd is”.
Met deze visie werkte hij  gedurende het eerste deel van zijn lange en vruchtbare loopbaan aan verscheidene religieuze gebouwen in België.
Zijn tussenkomsten waren zichtbaar van Ieper tot Doornik, van Namen tot Poperinge, van Alsemberg tot Grimbergen...
Hij besteedde twintig jaar aan de verfraaiing van de collegiale Sint-Pieter-en-Sint-Guidokerk te Anderlecht. Tevens aanvaardde hij om architect Auguste Schoy op te volgen voor de voltooiing van de restauratie der Onze-Lieve-Vrouw-ter-Zavelkerk (Brussel).

### Werken

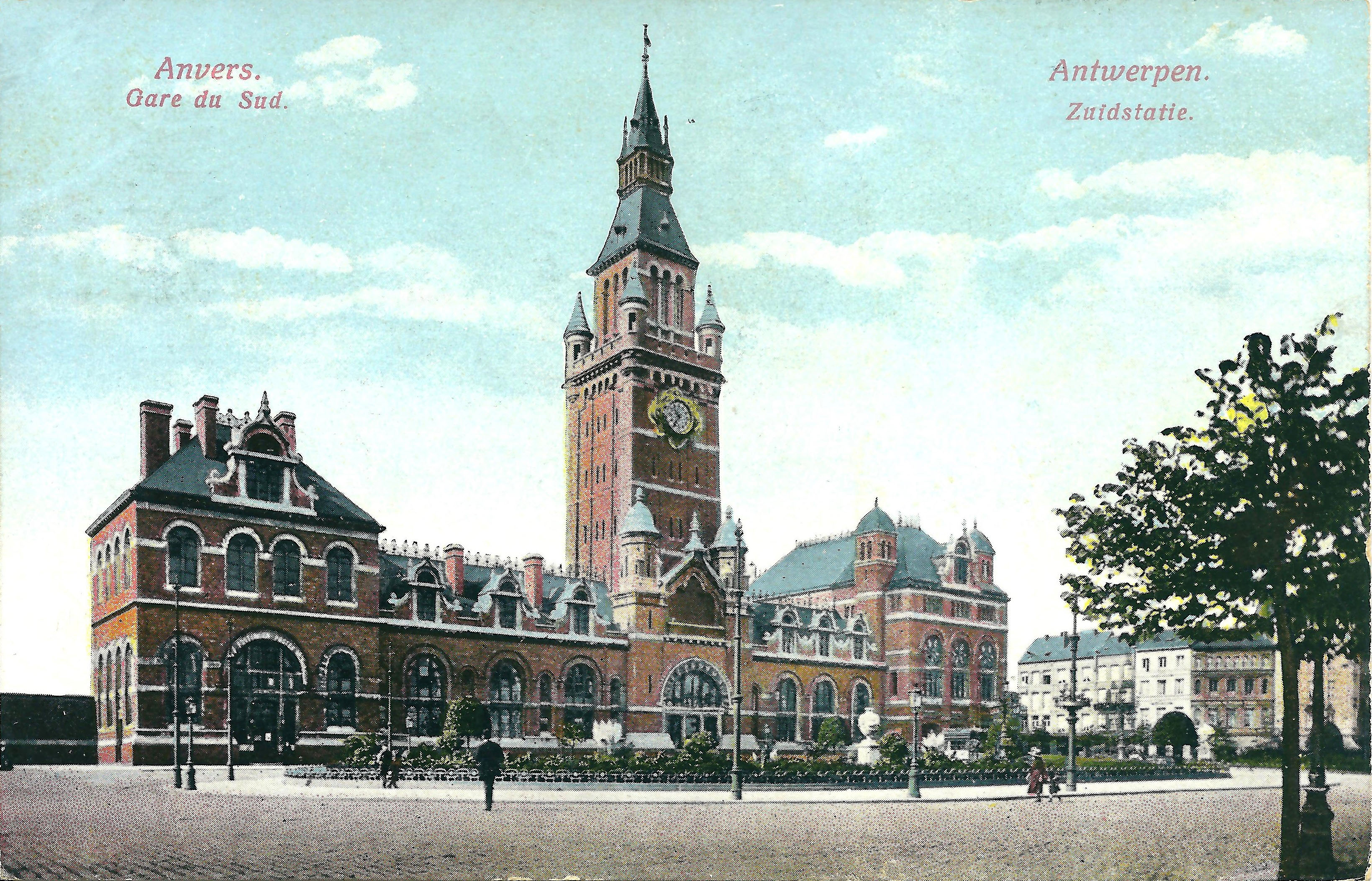
Voormalige spoorwegstation Antwerpen-Zuid in Vlaamse neorenaissance stijl (gesloopt in 1965)

- Grimbergen,  Sint-Servaasbasiliek: restauratie van de koepel;
- Namen, Onze-Lieve-Vrouwekerk (1865);
- Ieper,  Sint-Maartenskerk (1867-1868);
- Ieper,  Sint-Pieterskerk (1861-1870);
- Gent, Provinciehuis (verwoest);
- Anderlecht, Sint-Pieter-en-Sint-Guidokerk (1879-1898);
- Elsene,  Drievuldigheidskerk. De voorgevel is afkomstig van de voormalige Augustijnenkerk aan het de Brouckèreplein te Brussel. Hij werd in 1893 steen per steen gedemonteerd, en als gevel van de Drievuldigheidskerk wederopgebouwd (1892-1893).
- Brussel, Onze-Lieve-Vrouw-ter-Zavelkerk, (1889-1901) in opvolging van Auguste Schoy;
- Doornik,  Sint-Kwintenskerk;
- Poperinge, Sint-Janskerk;
- Alsemberg,  Onze-Lieve-Vrouwekerk;
- Sint-Joost-ten-Node, Sint-Joostkerk;
- Jemappes, Sint-Martinuskerk (1863);
- Dinant, Collegiale kerk van Onze-Lieve-Vrouw: een deel van de oostelijke gevel evenals enkele afwerkingen (1865-circa 1874).

## Promotor van de Vlaamse Renaissancestijl

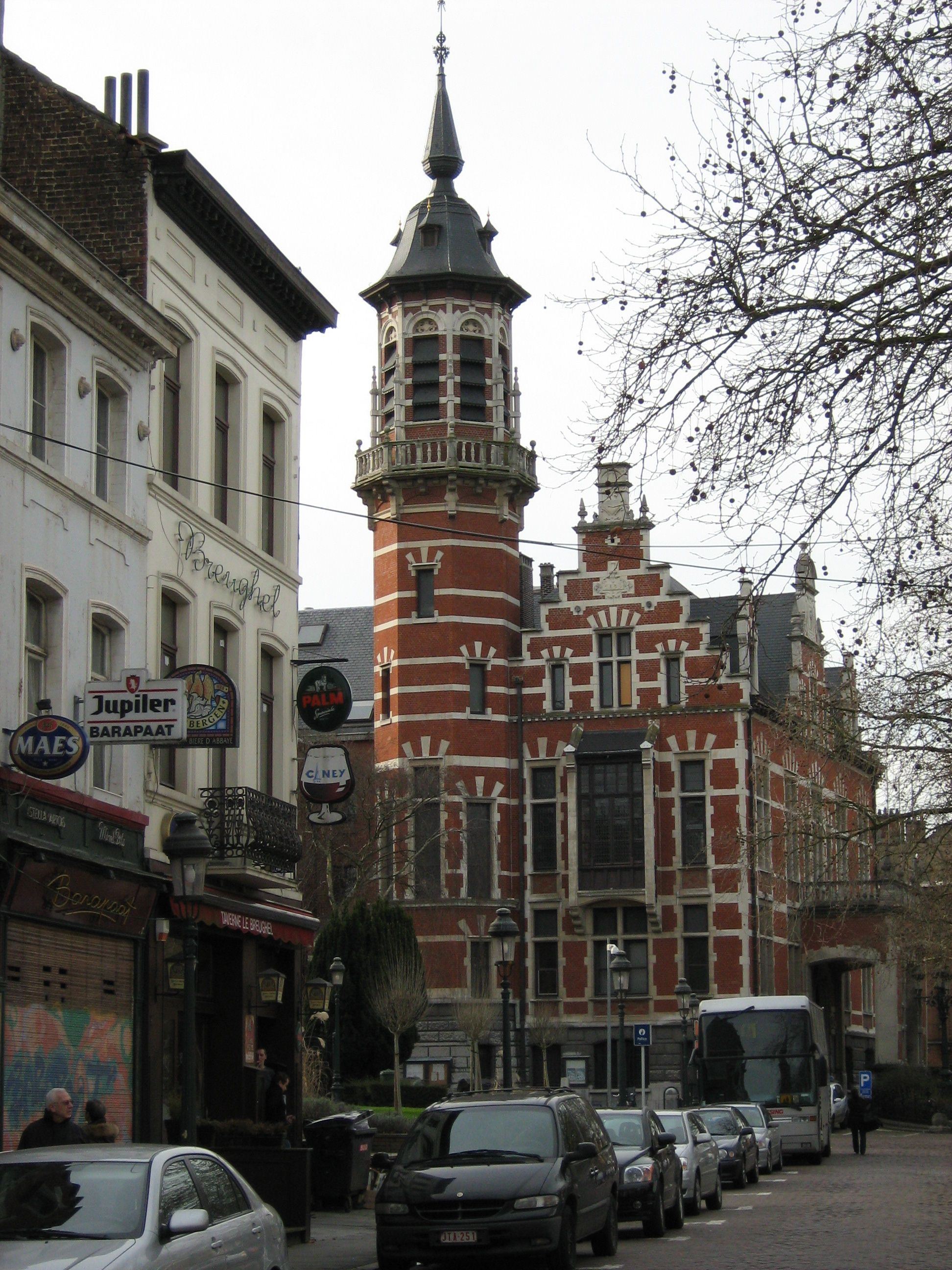
Jette - Gemeentehuis aan het Kardinaal Mercierplein (Vlaamse Renaissancestijl)

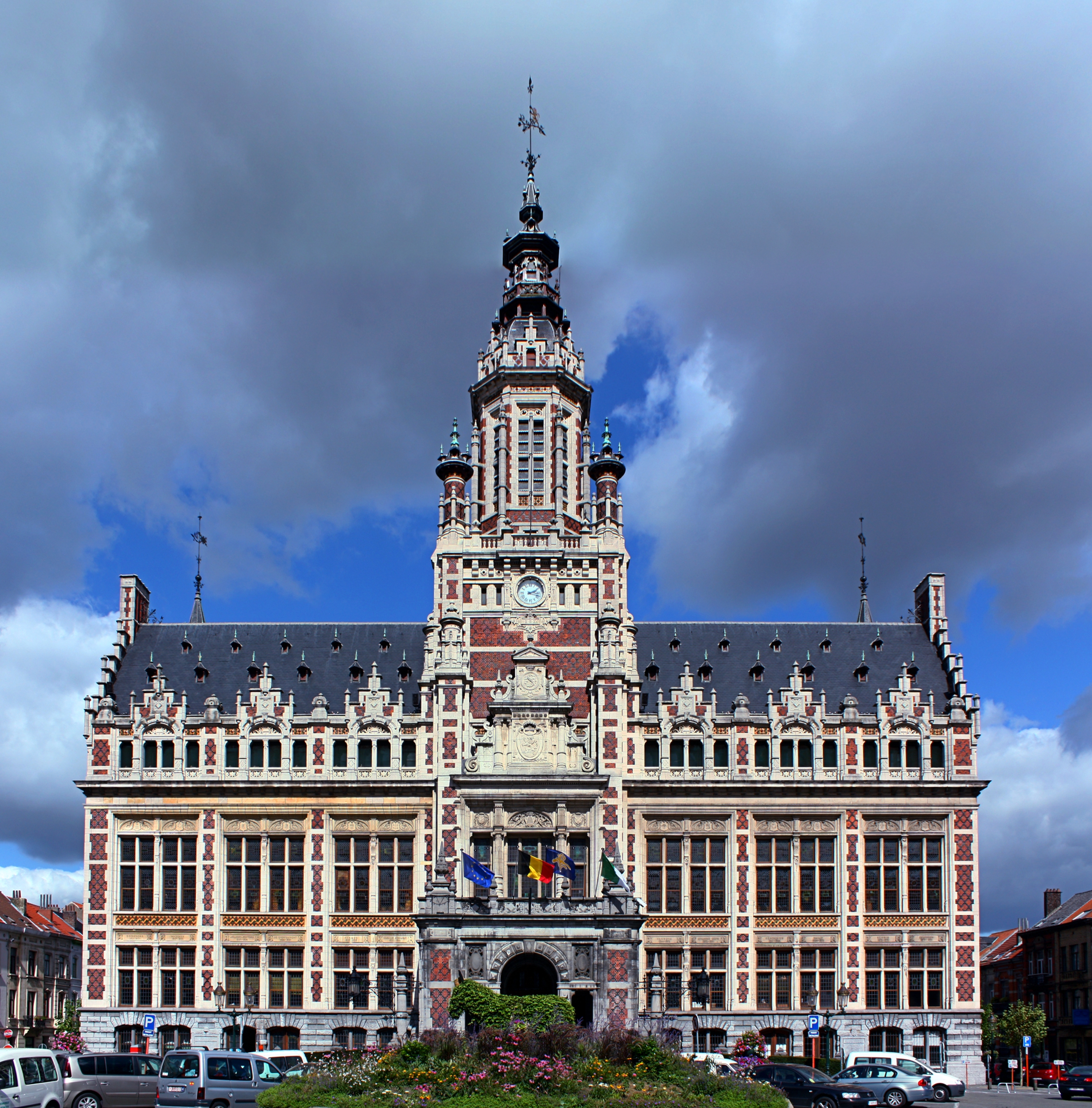
Schaarbeek - Gemeentehuis (Vlaamse Renaissancestijl)

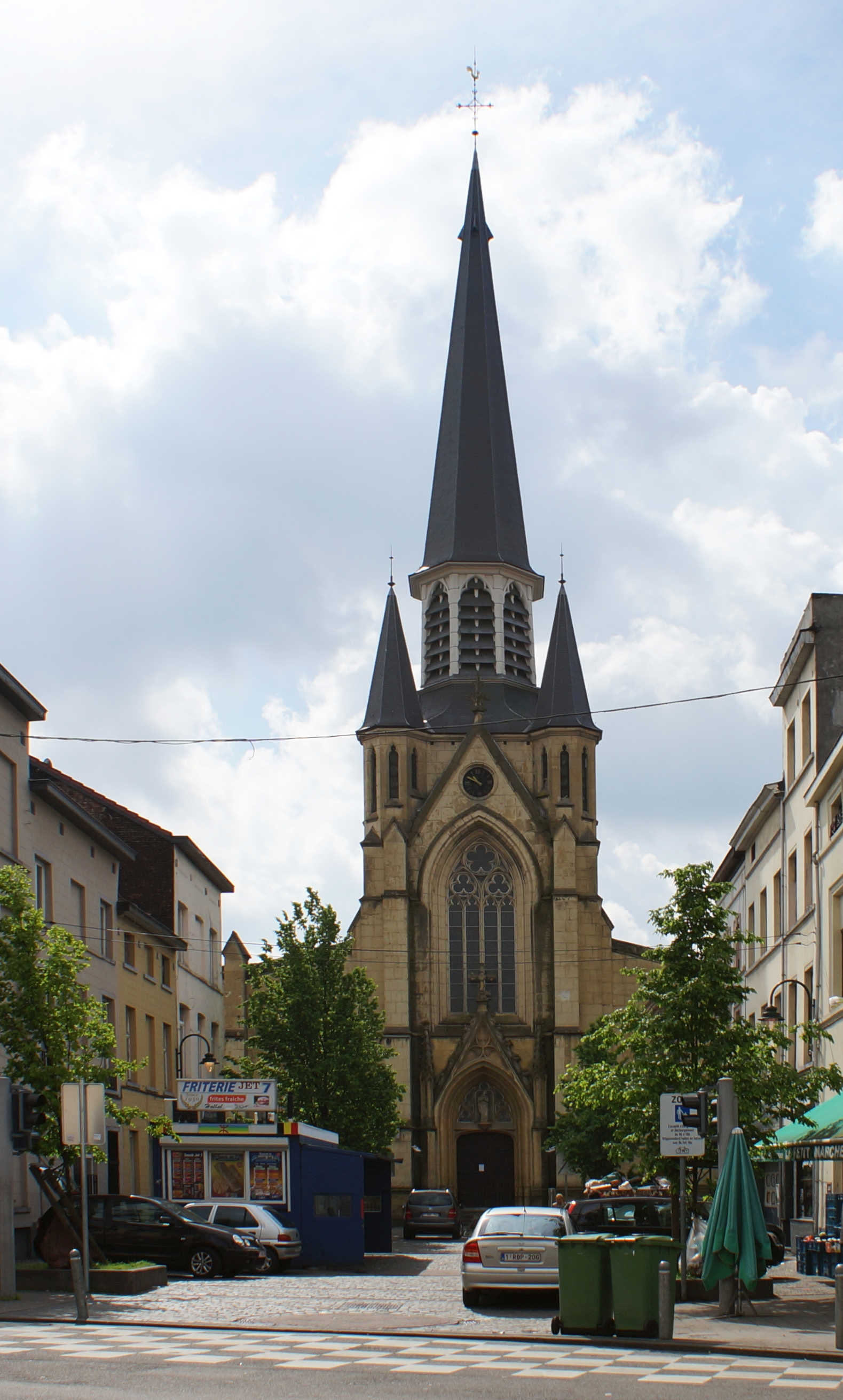
Anderlecht - Onze-Lieve-Vrouw-Onbevlekt-Ontvangenkerk (Neogotische stijl)

Met het idee de onafhankelijkheid van de jonge Belgische staat te lauweren, stimuleerde Van Ysendyck samen met Hendrik Beyaert en Charles-Émile Janlet, een « nationale » stijl die zijn oorsprong vond in de renaissancestijl van de Spaanse Nederlanden. 
Zijn bundel "Documents classés dans l'art des Pays-Bas du xe siècle au xviiie siècle" met 725 historische voorbeelden van de architectuur, industriële kunst en binnenversieringen in de Nederlanden, droeg op een beslissende wijze bij tot de kennis en de heropleving van deze stijl in België.
De praktijk bij de theorie voegend, tekende hij plannen voor de gemeentehuizen van Anderlecht en Schaarbeek. Daarbij putte hij zijn inspiratie uit de stadhuizen van Brussel, Leuven, Veurne en Oudenaarde. Daarenboven ontwierp hij het voormalige reizigersstation Antwerpen-Zuid. Alle kenmerken van de Vlaamse neorenaissance werden erin verwerkt: torentjes, dakvenstertjes met puntgevel, hoektorentjes en tooisel voor gevels in baksteen of zandsteen.

### Werken in Vlaamse Renaissancestijl
- Huis Van den Corput - Brussel, Waterloosesteenweg (grens met Ukkel) (aan de rand van het Terkamerenbos) (1875);
- Gemeentehuis van Anderlecht (1875-1879);
- Gemeentehuis van Schaarbeek (1884-1889) (in 1911 na een brand wederopgebouwd door Maurice Van Ysendyck, zoon van Jules-Jacques - );
- Antwerpen, Reizigersstation Antwerpen-Zuid (1894-1903) (Simon Bolivarplaats) (naar het ontwerp van Jules-Jacques, na diens dood, voltooid door zijn zoon Maurice)  (station gesloopt in 1965);
- Lyceüm Emiel Jacqmain (Oud Instituut voor Fysiologie) te Brussel;
- Raadhuis te Jette (oud gemeentehuis van Jette, Kardinaal Mercierplein);
- Gemeentelijke kleuterschool Wayez, Wayezstraat, Anderlecht.

## In de marge van de art nouveau
Teneinde zijn critici -die in hem slechts een nauwkeurige archivaris van het verleden zagen- van antwoord te dienen, ontwierp Van Ysendyck op het einde van zijn carrière een aantal gebouwen in een stijl die aanleunde bij de art nouveau: scholen, kazernes, overdekte markten en stations. Gehoor gevend aan de aanbeveling van industrieel Ernest Solvay en medicus Paul Héger (professor aan de Vrije Universiteit van Brussel) ging Van Ysendyck een samenwerking aan met ingenieur Léon Gérard teneinde in het Brusselse Leopoldpark een wetenschappelijke campus te creëren, bestemd voor de beoefening van de geneeskunde.

### Werken in art-nouveaustijl
- Huizen in Oostende en Middelkerke;
- Overdekte Markt - Sint-Joost-ten-Node (1877, thans gesloopt);
- Gemeentehuis - Ternat (1871-1875);
- Anatomisch Instituut - Brussel, Leopoldpark (1900-1903);
- Instituut voor hygiëne - Brussel, Leopoldpark (1892-1894, thans gesloopt);
- Instituut voor Fysiologie - Brussel, Leopoldpark (1892-1894);
- Grenadierskazerne - Brussel, Karmelietenstraat (1901-1905) (na de dood van Jules-Jacques, voltooid door zijn zoon Maurice).

## Neogotische stijl
- Onze-Lieve-Vrouw-Onbevlekt-Ontvangenkerk (Anderlecht). Deze kerk werd gebouwd door de architecten H. Raeymaeckers, E. A. J. Cels en Jules Jacques Van Ysendyck (1856-1900).